# زرگر (بابل)
زَرگَر یکی از شهرهای استان مازندران ایران است. این شهر مرکز بخش لاله‌آباد شهرستان بابل است. زرگر در مسیر جاده آمل و در ۸ کیلومتری بابل واقع شده‌است. مردم شهر زرگر از قومیت طبری هستند و به زبان مازندرانی گویش می‌کنند.
تعریض فاز اول جاده ۲۵ متری زرگر شهر و بلوارسازی محور زرگر به دریاکنار در سال ۱۳۸۵ خورشیدی انجام شد.
از برنامه‌های شهرداری زرگر پروژه طرح گردشگری منطقه و ایجاد شهرک مصالح ساختمان است.
یکی از علمای شیعه، آیت‌الله شیخ محمد بن کرمعلی زرگر محله‌ای بارفروشی، از این شهر است.
شهر زرگر دارای پانزده هزار و صد و پنجاه متر مربع فضای سبز می‌باشد.

## جمعیت
بر اساس سرشماری سال ۱۳۹۵ جمعیت این شهر برابر با ۳٬۹۹۱ نفر جمعیت بوده‌است. مردم زرگر به زبان مازندرانی گویش می‌کنند.

## تاریخچه

### پیشینه
در سال ۱۳۳۱ قمری/۱۲۹۱ خورشیدی با حمایت معنوی و مادی دولت روسیه دبستانی به نام دبستان پسرانه بارفروش در زرگرمحله تأسیس شد. در این مدرسه زبان روسی به عنوان یکی از دروس اصلی تدریس می‌شد. مدیریت آن با آقا حسن بادکوبه‌ای و نظامت آن با آقاسیدهاشم معلم بود. با آغاز جنگ اول جهانی و درگیری روسیه این دبستان نیز در سال ۱۳۳۵ قمری/۱۲۹۵ خورشیدی تعطیل شد. آیت‌الله شیخ‌محمدبن‌کرمعلی زرگرمحله‌ای بارفروشی از علمای شیعه این شهر است.

### دوران باستان

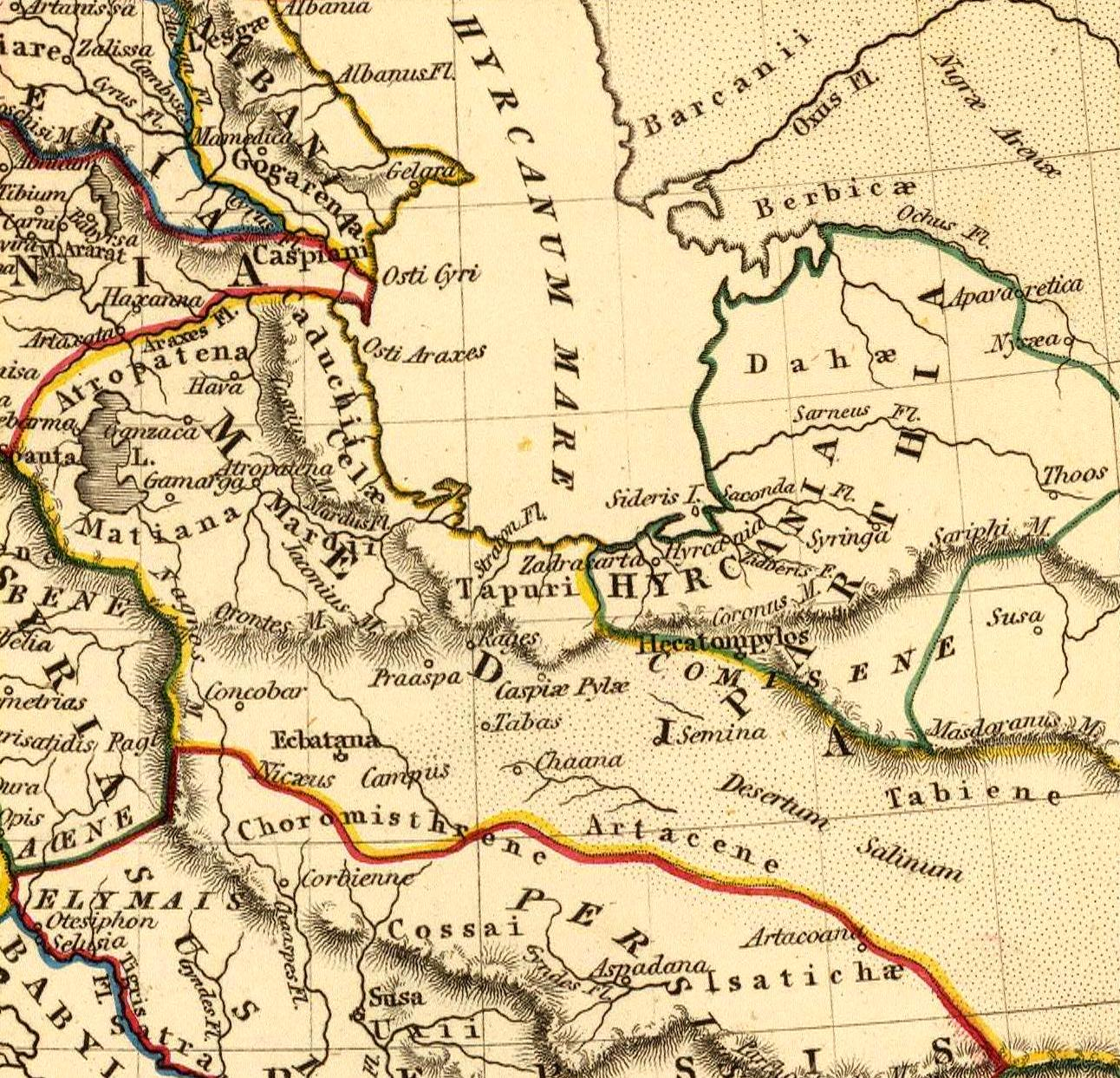
موقعیت تپورها در قرن دوم قبل از میلاد، از شرق سپیدرود تا اسرم هیرکانیا

استان مازندران پیش از اسلام تپورستان (به پهلوی: ) نامیده می‌شد که برگرفته از نام قوم تپوری (به یونانی: Τάπυροι) می‌باشد که پس از اسلام قوم طبری نام گرفتند و سرزمینشان طبرستان نامیده شد. به اعتقاد مورخان آماردها نخستین سکنه باستانی مازندران بودند و آماردها از آمل تا تنکابن و تپورها از آمل تا گرگان سکونت داشتند. در عصر هخامنشی در کرانه جنوبی دریای مازندران اقوام، تپوری، آمارد، آناریاکه و کادوسی سکونت داشتند. مورخان آماردها را به مردمان داهه و سکایی و پارسی پیوند داده‌اند.
هرودوت از قبیله مارد (mardes) در کنار دائی‌ها (daens)، دروپیک‌ها (dropiques)، و ساگارتی‌ها (sagarties) به عنوان پارس‌های کوچنشین و صحراگرد یاد کرده‌است. پلینیوس مورخ یونانی محل آماردها را قسمت شرقی مارگانیا شناسایی کرده‌است. استرابون(۶۳ ق. م) قوم آمارد را در کنار اقوام تپوری، کادوسی و کرتی به عنوان اقوام کوهستان نشین شمال کشور یاد می‌کند. استرابو می‌نویسد: تمام مناطق این کشور به استثنای بخشی به سمت شمال که کوهستانی و ناهموار و سرد است و محل زندگی کوهنشینانی به نام کادوسی (Cadusii) و آماردی (Amardi) و تپوری (Tapyri) و کرتی (Cyrtii) و سایر مردمان دیگراست، حاصلخیز است. به گفته واسیلی بارتلد تپوری‌ها در قسمت جنوب شرقی ولایت سکونت داشتند و در قید اطاعت هخامنشیان درآمده بودند و آماردها مغلوب اسکندر مقدونی و بعد مغلوب اشکانیان شدند و اشکانیان در قرن دوم ق. م. آنها را در حوالی ری سکونت دادند و اراضی سابق آماردها به تپوری‌ها اهدا شد و بطلمیوس در شرح دیلم یعنی قسمت شرقی گیلان در ساحل بحر خزر در آن زمان از تپوری‌ها نام می‌برد. به گفته یحیی ذکا در «کاروند کسروی» آورده‌است: آماردان یا ماردان، در زمان لشکر کشی اسکندر مقدونی به ایران، این تیره در مازندران نشیمن می‌داشتند و آن هنگام هنوز قبایل تپوران به آنجا نیامده بودند. به گفته مجتبی مینوی قوم آمارد و قوم تپوری در سرزمین مازندران می‌زیستند و تپوری‌ها در ناحیه کوهستانی مازندران و آماردها در ناحیه جلگه‌ای مازندران سکونت داشتند. در سال ۱۷۶ ق. م فرهاد اول اشکانی قوم آمارد را به ناحیه خوار کوچاند و تپوری‌ها تمام ناحیه مازندران را فرو گرفتند و تمام ولایت به اسم ایشان تپورستان نامیده شد.